# مسجد إبراهيم الإبراهيم
مسجد إبراهيم الإبراهيم، المعروف أيضا باسم مسجد الملك فهد بن عبد العزيز آل سعود أو جامع خادم الحرمين الشريفين، هو مسجد في الناحية الجنوبية من جبل طارق، في أوروبا. كان المبنى هدية من الملك فهد عاهل المملكة العربية السعودية، واستغرق عامين لبنائه بتكلفة تبلغ حوالي 5 ملايين جنيه استرليني. وقد تم افتتاحه رسميا يوم 8 أغسطس 1997.
مجمع المسجد يحتوي أيضا على المدرسة، مكتبة، وقاعة محاضرات. هذا هو دار العبادة الوحيدة في جبل طارق لخدمة المسلمين في هذا الإقليم، الذين يبلغ عددهم أكثر من 2،000؛ حوالي 4 ٪ من مجموع سكان جبل طارق.

## وصلات خارجية
- http://www.panoramio.com/photo/2023375

## هوامش
1. ↑  إحصاء جبل طارق 2001. [وصلة مكسورة] نسخة محفوظة 25 مارس 2009 على موقع واي باك مشين.
2. ↑  CIA World Factbook نسخة محفوظة 12 أبريل 2018 على موقع واي باك مشين.